# Stadio Ahmed Zabana
Lo stadio Ahmed Zabana (in arabo ملعب أحمد زبانة‎?) è un impianto sportivo polivalente situato ad Orano, in Algeria.
Ospita le partite casalinghe del Mouloudia Club d'Oran e spesso quelle della nazionale algerina. Fu finito di costruire nel 1957 ed è omologato per un massimo di 40 000 persone, anche se la struttura ha fatto registrare, nel corso della sua storia, affluenze di oltre 60 000 spettatori.